# Globularia fuxeensis
Globularia fuxeensis är en grobladsväxtart som beskrevs av Giraud.. Globularia fuxeensis ingår i släktet bergskrabbor, och familjen grobladsväxter. Inga underarter finns listade i Catalogue of Life.